# Личико ангела (телесериал, 2016)
«Личико ангела» (порт. Carinha de Anjo) — бразильская детская теленовелла, созданная Леонор Корреа по сценарию Ирис Абраванель. В главных ролях Лорена Кейруш, Биа Арантес, Карло Порту, Присцила Соль, Дани Гондим, Карин Хилс, Элиана Гуттман и Лусеро. Он основан на одноименной мексиканской теленовелле 2000 года. Сериал транслируется на телеканале SBT с 21 ноября 2016 года по 6 июня 2018 года.

## Сюжет
После двух лет обучения в католической школе-интернате в Европе пятилетняя Дульсе Мария воссоединяется со своим отцом Густаво Лариосом, успешным бизнесменом, который наконец оправился после смерти жены. Густаво полон решимости начать жизнь заново с Дульсе Марией и своей новой девушкой Николь, женщиной, заинтересованной только в его богатстве. Дульсе Мария отвергает идею отношений Густаво и Николь и находит убежище в объятиях Сесилии, монахини, которая заполняет материнскую пустоту Дульсе Марии. Дульсе Мария мечтает, чтобы ее отец и Сесилия полюбили друг друга, и благодаря изобретательности Густаво фантазия постепенно превращается в реальность, даже когда Сесилия разделяется между верой и чувствами.

## В ролях
- Лорена Кейруш — Дульсе Мария Резенде Лариос
- Биа Арантес — Сесилия Сантос
- Карло Порту — Густаво Лариос
- Лусеро — Тереза Резенде Лариос
- Присцила Соль — Эстефания Лариос «Тиа Перукас»
- Даниэль Алвим — Леонардо Лариос
- Дэни Гондим — Николь Эскобар
- Барбара Майя — Кассандра Гамбоа
- Карин Хилс — Фабиана Тейшейра
- Элиана Гутман — Маристела Лопес «Мадре Супериора»
- Альсемар Виейра — отец Габриэль Лариос
- Майса Силва — Джулиана Алмейда «Жуджу»
- Жан Пауло Кампос — Джосе Карлос де Оливо «Зека»
- Камилла Камарго — Диана де Оливо
- Эдди Конехо — Инасио де Оливо
- Анжела Дип — Розана Алмейда
- Блота Хиджо — Сильвестр Морейра
- Тьяго Мендонса — Витор Гамбоа
- Кларис Нискьер — Хейди Эскобар
- Эдуардо Пелиццари — Флавио Эскобар
- Хосе Рубенс Чача — Делегадо Пейшото
- Ларисса Диас — сестра Люсия
- Кристина Мутарелли — Соланж Ортис
- Камило Бевилаква — Паскоаль Гомеш
- Рай Тейчимам — Фатима Сантос
- Сиенна Белль — Фрида Бастос
- Рената Рэндел — Барбара Герра Смит
- Габриэль Миллер — Эмилио Алмейда
- Леонардо Оливейра — Хосе Фелипе де Оливо «Зе Фелипе»
- Гильерме Горски — Кристовао Вальдес
- Каролина Лобак — Франсили де Сильва
- Элиза Брайтс — Вероника Матиас
- Бруно Лопес — доктор Андре Ренато Виейра
- Рената Брас — Ана
- Бруна Хименес — Рита
- Карлос Мариано — Рибейро
- Фрэн Майя — Миллер
- Джованна Нассер — Джованна «Джио»
- Мария Эдуарда Силва — Мария Эдуарда «Дуда»
- Мариана Сантос — Адриана Фигейредо
- Мариана Амор — Мариана
- Хелена Луз — Люсия Жункейра
- Изабелла Накахара — Изабелла
- Сильвия Франчески — Сильвана Суенес
- Жасмим Сабино — Жасмим
- Мануэла Диегес — Дебора
- Мануэла Фернандес — Фернанда
- Мануэла Муньос — Мануэла
- Лара Фанганиело — Лара
- Луиза Агирре — Луиза
- Валентина Родарте — Валентина
- Рэйчел Реннхак — сестра Бене
- Анна Юлия Маттос — Ана Джулия
- Ана София Ригони — Ана София
- Бренда Сантьяго — Бренда

## Показ
| Страна     | Телеканал             | Заглавие        | Год дебюта |
| ---------- | --------------------- | --------------- | ---------- |
| Бразилия   | SBT                   | Carinha de Anjo | 2016       |
| Ангола     | Zap Novelas           | Carinha de Anjo | 2018       |
| Мозамбик   | Zap Novelas           | Carinha de Anjo | 2018       |
| Эквадор    | TC Televisión         | Carita de ángel | 2021       |
| Венесуэла  | Venevisión            | Carita de ángel | 2021       |
| Боливия    | Cadena A Red Nacional | Carita de ángel | 2022       |
| Коста-Рика | Teletica              | Carita de ángel | 2022       |
| Португалия | SIC K                 | Carinha de Anjo | 2022       |